# Ungawa (zatoka)
Ungawa, Ungava (ang. Ungava Bay, fr. Baie d'Ungava) – zatoka Oceanu Arktycznego, położona u brzegów Labradoru w Cieśninie Hudsona, u wybrzeży Kanady. Wcina się 280 km w głąb lądu. Na zachód od niej znajduje się półwysep Ungawa. Wejście do zatoki ma szerokość 260 km, a głębokość przy wejściu sięga 800 m (najgłębiej z całej zatoki). Obserwuje się tutaj wysokie pływy. 
Do zatoki uchodzi rzeka Koksoak (Ungawa). Największą wyspą w zatoce Ungawa jest Akpatok.
Główne porty to Kuujjuaq, Aupaluk, Kasiujak, Kangiqsualujjuaq oraz Kangirsuk.